# Noise pop
Noise pop és un sub-gènere que forma part de l'estil de música noise. La música noise és trencadiça i revolucionària, i trenca amb tots els esquemes musicals, perquè la base fonamental de la seva estètica és el soroll. Per tant, la música soroll (noise) estableix la possibilitat de música en el soroll. Un dels gèneres derivats d'aquesta música noise és el noise pop genre, que consisteix en la utilització de la distorsió d'eines, entre altres estris i instruments, fent tot seguit una fusió amb els elements bàsics del pop. Així doncs, es tracta d'un gènere de música més accessible que no si fos purament soroll.

## Artistes destacats
El Japó és un país molt preminent pel que fa a la música noise en general. Grups com Incapacitants o Tipographica o The Noise són els més reconeguts.
Estats Units
- Arab on Radar

Japó
- Incapacitants

Espanya
- The Noise
- Imperi Marioneta